# Centurion (tanc)
Centurion a fost cel mai important tanc principal de luptă britanic după sfârșitul celui de-al Doilea Război Mondial, în timpul războiului fiind fabricate doar 6 bucăți. Tancul a fost un model de succes, fiind îmbunătățit pentru a rămâne competitiv decenii la rând. El a fost folosit în multe alte țări (peste 15). În Marea Britanie nu a avut înlocuitor până în anii '60. Șasiul acestui tanc a fost adaptat pentru a fi folosit și la alte vehicule blindate de luptă. Centurion a fost folosit pe scară largă, având și o perioadă de exploatare îndelungată. Unele variante îmbunătățite ale acestui tanc au fost folosite până în anii 1990, iar în timpul Războiului din Liban din 2006 armata israeliană a folosit transportoare blindate și vehicule specializate de geniu bazate pe șasiul tancului Centurion. Tancul Olifant, o variantă sud-africană a tancului Centurion, este încă în uz. Succesorul lui Centurion în cadrul armatei britanice a fost tancul Chieftain.